# HIStory (web-série)
Pour les articles homonymes, voir History.
 (juin 2018).
Si vous disposez d'ouvrages ou d'articles de référence ou si vous connaissez des sites web de qualité traitant du thème abordé ici, merci de compléter l'article en donnant les références utiles à sa vérifiabilité et en les liant à la section « Notes et références ».
Chronologie
HIStory 2
HIStory1 est la première saison de la web-série BL HIStory, produite par CHOCO TV à Taiwan. Cette saison se compose de trois histoires indépendantes (My Hero, Stay Away From Me et Obsessed) de quatre épisodes chacune.
La série a acquis un large public international et est bien accueillie par la critique. À Taïwan, la série a atteint 3,5 millions de vues après les trois premiers mois de diffusion.

## My Hero
Stay Away From Me

### Synopsis
Lan Xi meurt mais pour rester avec son petit-ami Mai Ying Xiong, elle prend possession du corps de Gu Si Ren, un garçon malchanceux. Elle n'a que 7 jours pour recevoir un baiser d'amour avant de mourir à nouveau.

### Distribution
- Patricia Lin (zh) : Lan Xi
- Aaron Lai (zh) : Mai Ying Xiong
- Jiang Yun Lin (zh) : Gu Si Ren

### Musiques
|                    | Tire de la chanson | Chanteur(s)                         | Auteur | Compositeur                                       | Remarque                                          |
| Générique de début | HIStory            | 陳瑋儒 (de 青鳥合唱團 The Bluebird) | 陳瑋儒 | 陳瑋儒                                            |                                                   |
| Générique de fin   | 小小的             | SWAY (zh) ft. Ronald Cheng (zh)     | 葉蔓   | SWAY                                              | Inclus dans le premier album de SWAY 《不療癒系》 |
|                    | 無動於衷           | 陳鈺羲 (de 青鳥合唱團 The Bluebird) | 陳鈺羲 | 陳鈺羲                                            | Chant original : Kuakua (zh)                      |
| 恨不痛快           | SWAY (zh)          | 陳宏宇                              | SWAY   | Inclus dans le premier album de SWAY 《不療癒系》 |                                                   |
| 沒想到             | SWAY (zh)          | 葉蔓                                | SWAY   | Inclus dans le premier album de SWAY 《不療癒系》 |                                                   |

## Stay Away From Me
My Hero Obsessed

### Synopsis
Feng He devient le frère de la superstar Cheng Quing, à la suite du mariage de sa mère et du père de ce dernier. Les deux frères doivent vivre ensemble.

### Distribution
- Duke Wu (zh) : Cheng Quing
- Edison Song (zh) : Feng He

### Musiques
|                    | Titre de la chanson | Chanteur(s)                         | Auteur    | Compositeur                                                                 | Remarque                                                                    |
| Générique de début | HIStory             | 陳瑋儒 (de 青鳥合唱團 The Bluebird) | 陳瑋儒    | 陳瑋儒                                                                      |                                                                             |
| Générique de fin   | 無動於衷            | 陳鈺羲 (de 青鳥合唱團 The Bluebird) | 陳鈺羲    | Chant original : Kuakua (zh)                                                |                                                                             |
| Générique de fin   | 信仰                | Easy Shen (zh)                      | Easy Shen | Easy Shen                                                                   | Inclus dans le troisième album de Easy Shen 《anicca 如果時間流轉我們依然》 |
|                    | 無動於衷            | 陳鈺羲 (de 青鳥合唱團 The Bluebird) | 陳鈺羲    | 陳鈺羲                                                                      | Chant original : Kuakua (zh)                                                |
| 恨不痛快           | SWAY (zh)           | 陳宏宇                              | SWAY      | Inclus dans le premier album SWAY 《不療癒系》                              |                                                                             |
| 沒想到             | SWAY (zh)           | 葉蔓                                | SWAY      | Inclus dans le premier album de SWAY 《不療癒系》                           |                                                                             |
| 信仰               | Easy Shen (zh)      | Easy Shen                           | Easy Shen | Inclus dans le troisième album de Easy Shen 《anicca 如果時間流轉我們依然》 |                                                                             |

## Obsessed
Stay Away From Me Right Or Wrong

### Synopsis
Shao Yi Chen meurt après avoir appris que son petit-ami Jiang Jin Teng allait se marier avec une fille. Shao Yi Chen retourne alors mystérieusement 9 ans dans le passé, avant sa rencontre avec son petit-ami, et décide de l'éviter.

### Distribution
- Teddy Jen (zh) : Shao Yi Chen
- Bernard Ho (zh) : Jiang Jin Teng

### Musiques
|                    | Titre de la chanson | Chanteur(s)                         | Auteur    | Compositeur                                                                 | Remarque                                                 |
| Générique de début | HIStory             | 陳瑋儒 (de 青鳥合唱團 The Bluebird) | 陳瑋儒    | 陳瑋儒                                                                      |                                                          |
| Générique de fin   | 偷偷                | 楊景涵                              | 楊景涵    | 楊景涵                                                                      | Inclus dans la compilation de l'artiste 《壹號創作基地》 |
|                    | 無動於衷            | 陳鈺羲 (de 青鳥合唱團 The Bluebird) | 陳鈺羲    | 陳鈺羲                                                                      | Chant original : Kuakua (zh)                             |
| 恨不痛快           | SWAY (zh)           | 陳宏宇                              | SWAY      | Inclus dans le premier album de SWAY 《不療癒系》                           |                                                          |
| 沒想到             | SWAY (zh)           | 葉蔓                                | SWAY      | Inclus dans le premier album de SWAY 《不療癒系》                           |                                                          |
| 信仰               | Easy Shen (zh)      | Easy Shen                           | Easy Shen | Inclus dans le troisième album de Easy Shen 《anicca 如果時間流轉我們依然》 |                                                          |